# Coelotes cavicola
Coelotes cavicola là một loài nhện trong họ Amaurobiidae.
Loài này thuộc chi Coelotes. Coelotes cavicola được miêu tả năm 1961 bởi Komatsu.